# Давід Карасек
Давід Карасек (6 жовтня 1987) — швейцарський плавець.
Учасник Олімпійських Ігор 2012 року.